# 恵日寺 (香南市)
恵日寺（えにちじ）は、高知県香南市香我美町山北にある真言宗智山派の仏教寺院。本尊は十一面観音。

## 歴史
伝承によれば奈良時代の神亀2年（725年）、行基による開創という。平安時代に空海（弘法大師）が来山したとの伝えもあり、境内に空海伝説の釣井や泉が残る。
江戸時代の寛文6年（1666年）に火災により堂宇を焼失。寛政5年（1793年）再建後は七坊（善蔵・自在・忍護・北・窪・辻・別性）を有し、北麓川村（現在の香美市土佐山田町逆川）の全てが寺領となっていた。明治初頭の廃仏毀釈により廃寺となり、月見山宝幢院（香南市香我美町岸本）所属の仏堂となったが、昭和17年（1942年）に寺号を復帰した。
現在は鬱蒼とした森の中となっているが、石積みが残り、境内の左側には石仏や石塔が並び、広い境内地であったことがうかがわれる。

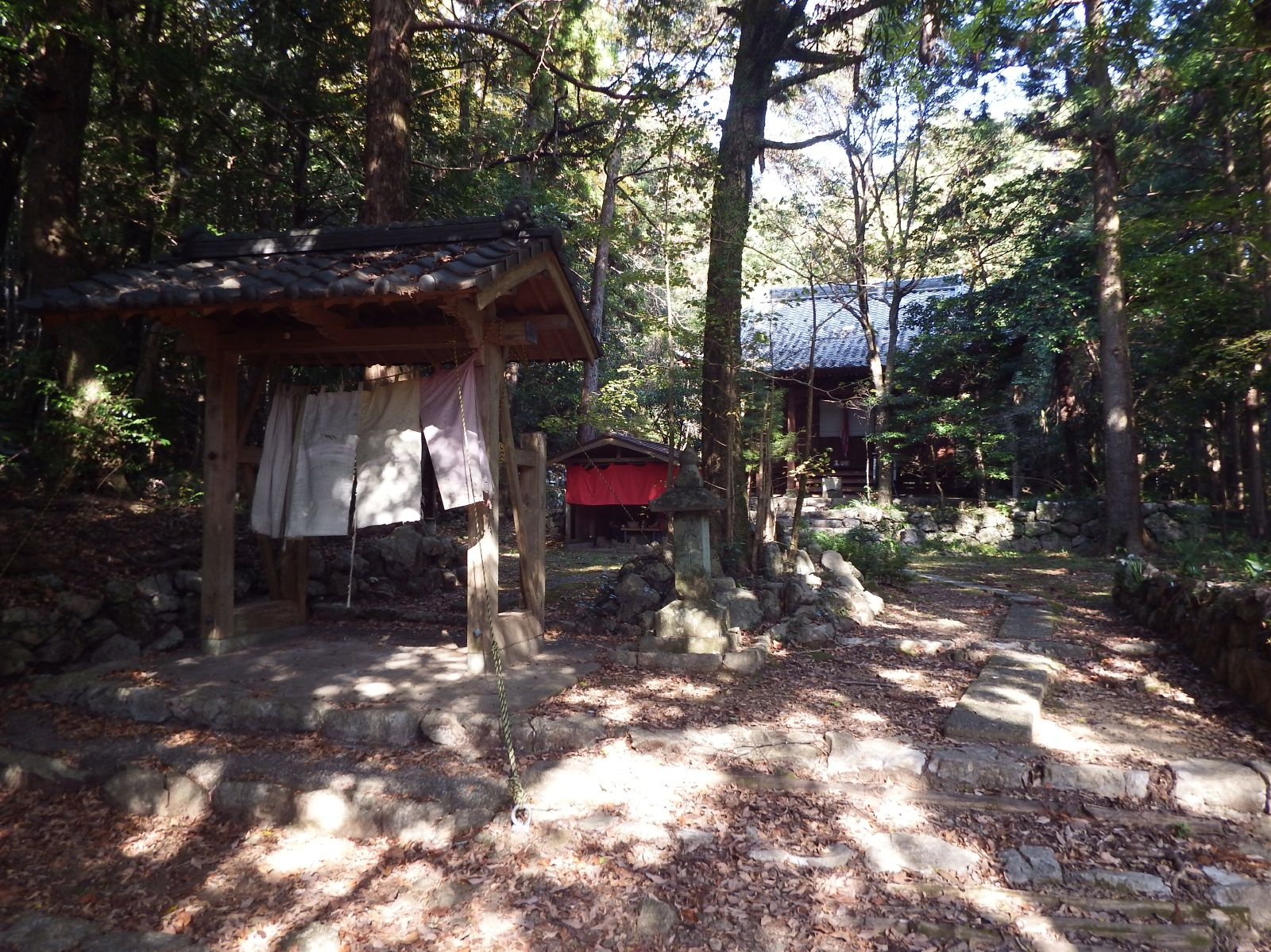
境内
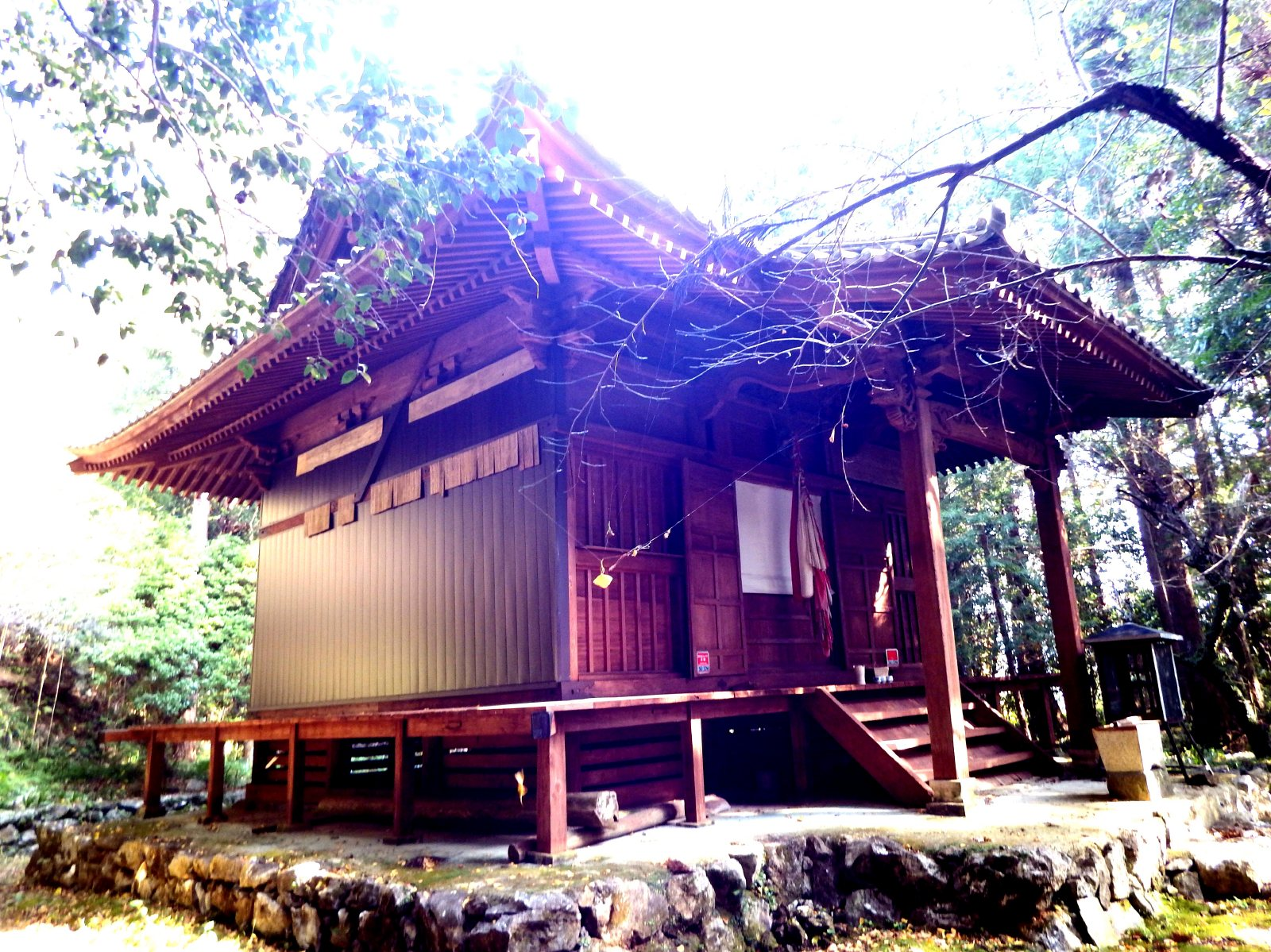
本堂
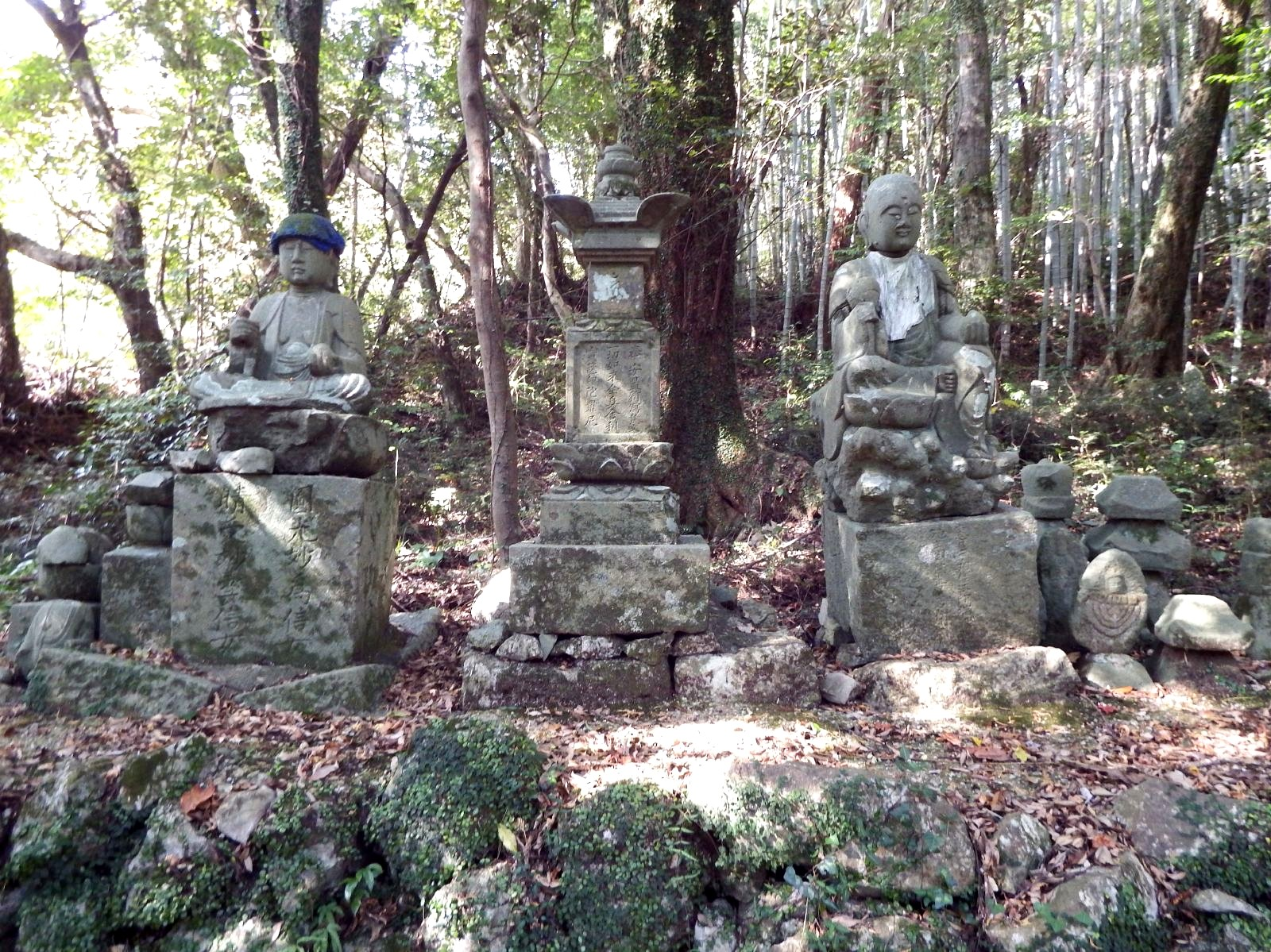
石仏
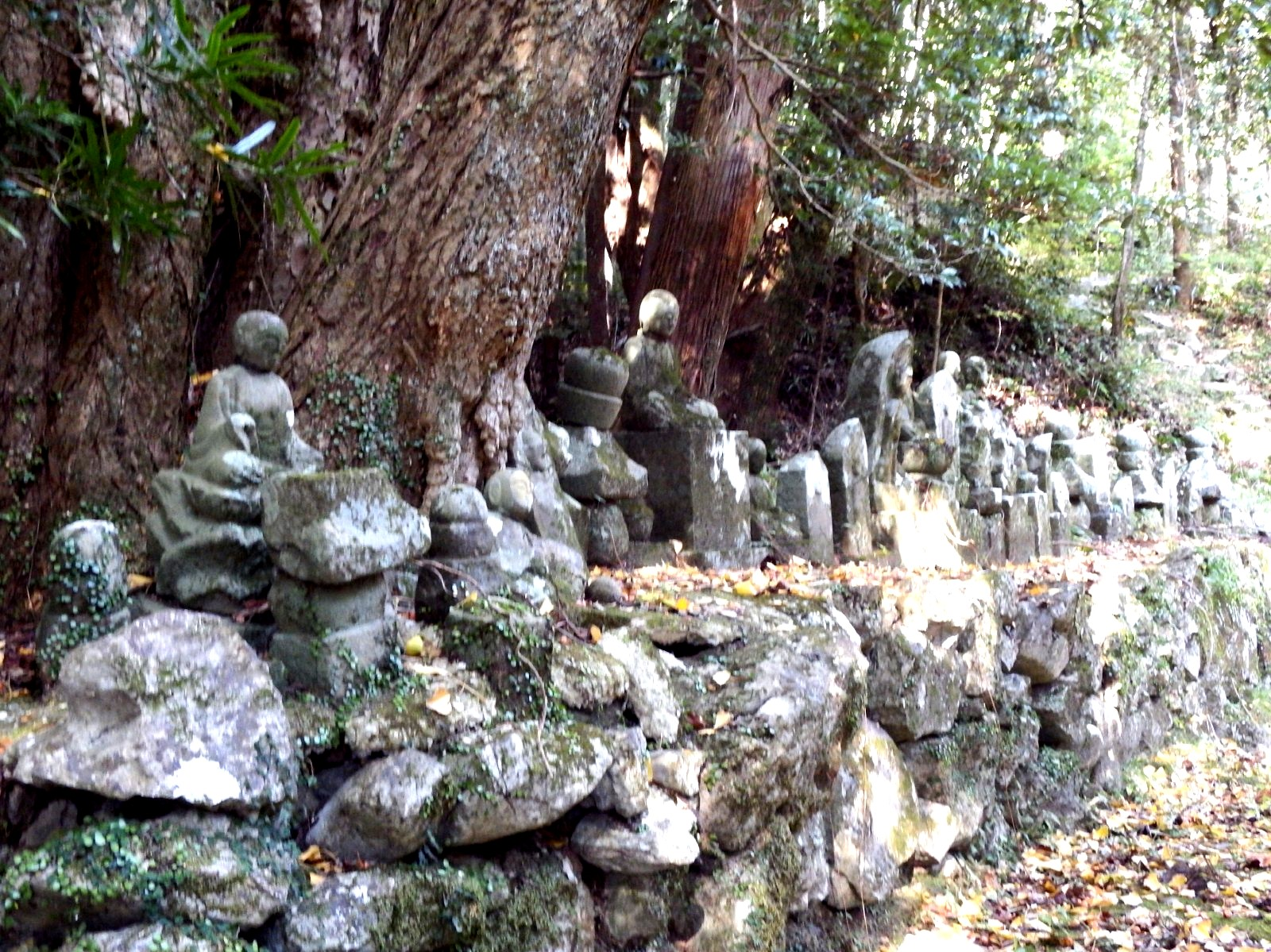
石仏

## 文化財
重要文化財（国指定）
- 木造十一面観音立像（本尊） - 素木像、一木造り、彫眼、平安時代作
- 木造金剛界大日如来坐像 - 檜材、寄木造り、平安時代後期作。2012年3月に盗難に遭うが同年5月に発見された。
- 木造胎蔵大日如来坐像 - 檜材、寄木造り、平安時代後期作

備考
- 四天王寺所蔵の木造毘沙門天立像（国の重要文化財）は、当寺から移されたもの

## 交通アクセス
- はりまや橋バス停から高知東部交通安芸駅行バス「野市龍河洞通」下車　車15分
- 車：県道22号線を香南市役所を通過し県道385線（龍河洞スカイライン）へ「のいち動物公園」を越えて約10分左側に参道が見える。

## 周辺情報
- 龍河洞スカイライン
- 龍河洞